# 비빔라면
비빔라면은 비빔국수처럼 만든 라면이다. 대부분이 한국식의 비빔국수 또는 맵게 한 볶음면이나, 파스타 샐러드와 맛이 유사한 제품도 있다.

## 제품
- 불닭볶음면
- 쫄면
- 팔도비빔면
- 함흥비빔면
- 찰비빔면
- 드레싱 누들